# Jean Birnbaum
Pour les articles homonymes, voir Birnbaum.
Jean Birnbaum, né en 1974, est un journaliste et essayiste français. Il dirige depuis 2011 Le Monde des livres, supplément hebdomadaire du journal Le Monde.

## Biographie

### Famille et études
Jean Birnbaum est le fils de l’universitaire Pierre Birnbaum. Il suit des études littéraires en classe préparatoire littéraire, au lycée Henri-IV.
Il est père de trois enfants.

### Parcours professionnel
Sa carrière débute en 1997 sur France Culture, où il collabore au magazine quotidien Staccato, avant de réaliser diverses émissions.
En 1999, il commence sa collaboration au quotidien Le Monde. En 2009, il accède à la fonction de chef adjoint au Monde des livres, responsable de la « non-fiction » et de l’équipe sciences humaines. Entre 2009 et 2011, il tient la chronique « Pop’ Philosophie » dans le Monde magazine. En 2011, il est nommé directeur du Monde des livres, fonction qu’il exerce encore aujourd’hui (2024).
Par ailleurs, il coanime « Les rencontres de Pétrarque », qui se déroulent à Montpellier pendant une semaine. Ces rencontres, à l’initiative du journal Le Monde et de la radio France Culture, réunissent chaque année en juillet des intellectuels et politiques pour débattre d’un thème d’actualité. 
Depuis 2007, il coordonne et anime également le Forum philo Le Monde – Le Mans, forum créé en 1989. Cette manifestation réunit pendant trois jours des philosophes, historiens, anthropologues, scientifiques, mais aussi artistes et acteurs pour creuser une question philosophique, au Palais des congrès et de la culture du Mans, autour d’un thème différent chaque année (« Pourquoi rire ? », « Qui sont les animaux ? », « Amour toujours ? »…).
Ce forum, diffusé sur France Culture, donne lieu à la parution d’un numéro spécial du Monde des livres ainsi qu’à la publication d’un volume d’actes dans la collection Folio chez Gallimard.
Depuis janvier 2021, il est un des chroniqueurs de l'émission C ce soir sur France 5.

### Publications
Il est l’auteur de plusieurs essais, dont deux sont consacrés à la transmission politique entre les générations : Leur jeunesse et la nôtre : l’espérance révolutionnaire au fil des générations, qui étudie le milieu trotskiste et Les Maoccidents : un néoconservatisme à la française, qui porte sur l'évolution d'anciens militants maoïstes vers diverses formes de néoconservatisme. Il a également réalisé le dernier entretien avec le philosophe Jacques Derrida, Apprendre à vivre enfin, publié en 2005.
En 2016, il publie Un silence religieux. La gauche face au djihadisme dans lequel il dénonce l'attitude d'une partie de la gauche vis-à-vis du terrorisme islamiste. Il souligne notamment l'absence de réflexion de la gauche sur le religieux, qui lui ôte la possibilité de comprendre le djihadisme d'organisations comme l'État islamique, et son refus de nommer l'adversaire tout en continuant à expliquer le terrorisme « par la misère sociale ». Pour Philippe Foussier, Jean Birnbaum qui « appartient à ce camp –la gauche– », fournit « un constat cruel qui lui vaudra peut-être de rejoindre la catégorie des « pseudo-intellectuels », celle qui se situe juste avant les « néo-réacs », tant il est vrai qu’il est bien vu dans certains milieux de gauche d’exprimer un faible pour le fondamentalisme musulman. »
En 2021, il publie Le Courage de la nuance, un essai visant à réhabiliter la nuance dans le débat politique.
En 2023, il publie Seuls les enfants changent le monde, une réflexion personnelle et politique sur l’enfance, qui obtient le prix Étudiant du Livre politique - LCP.

## Œuvres

### Essais
- Leur jeunesse et la nôtre. L'espérance révolutionnaire au fil des générations, Stock, 2005
- Avec Raphaël Chevènement, La Face visible de l’homme en noir, Stock, 2006
- Les Maoccidents. Un néoconservatisme à la française, Stock, 2009
- Un silence religieux. La gauche face au djihadisme, Seuil, 2016 — prix Aujourd'hui 2016
- La Religion des faibles. Ce que le djihadisme dit de nous , Seuil, 2018, 288 p. — prix Montaigne 2019
- Le Courage de la nuance, Seuil, 2021, 144 p.
- Seuls les enfants changent le monde, Seuil, 2023, 176 p.  (ISBN 978-2021507911)

### Anthologie
- Georges Bernanos face aux imposteurs, présenté par Jean Birnbaum, coll. « Les rebelles », Garnier/Le Monde, 2013

### Entretiens
- Jacques Derrida, Apprendre à vivre enfin, Galilée/Le Monde, 2005

### Direction d'ouvrage
- Avec Frédéric Viguier, La Laïcité, une question au présent, éd. Cécile Defaut,  2006
- Philosophes d’hier et d’aujourd’hui. Trente entretiens du Monde des livres, 2008

#### Actes du Forum philoLe Monde- Le Mans
- Femmes, hommes, quelle différence ?, Presses universitaires de Rennes, 2008
- D’où venons-nous ? Retour sur l’origine, Presses universitaires de Rennes, 2009
- Qui sont les animaux ?, Gallimard, coll. « Folio », 2010
- Pourquoi rire ?, Gallimard, coll. « Folio », 2011
- Où est passé le temps ?, Gallimard, coll. « Folio », 2012
- Amour toujours ?, Gallimard, 2013